# やぐら

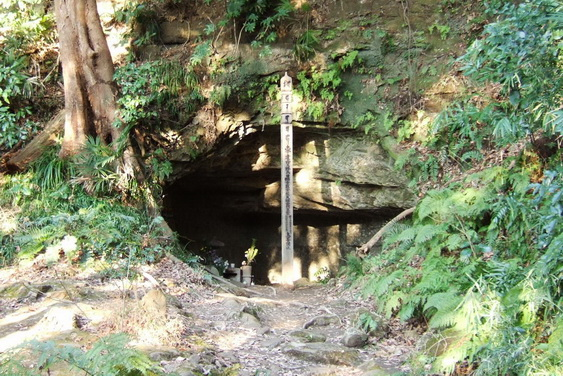
01：東勝寺跡の腹切やぐら：鎌倉幕府滅亡時に北条高時らが切腹したとの伝承がある。

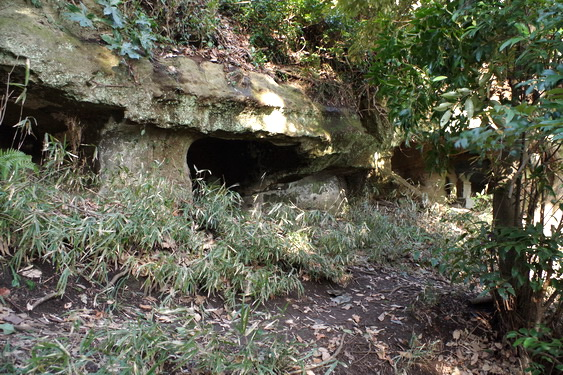
02：最も有名で規模も大きい百八やぐら群。『鎌倉攬勝考』にも図入りで登場する。神奈川県指定史跡。

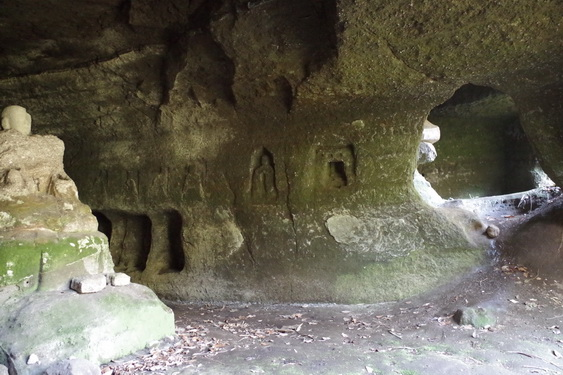
03：東瓜ヶ谷やぐら群第一窟：やぐらの内部と壁面の彫刻。鳥居（正面右）が彫られることもある。

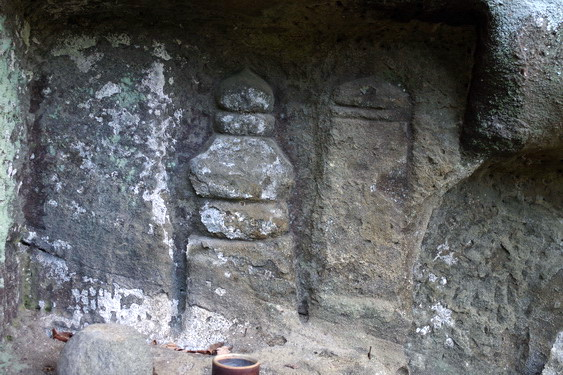
04：西瓜ヶ谷やぐら群：五輪塔や板碑は置かれる方が多いが、彫られることもある。

やぐらとは、現在の神奈川県鎌倉市にあたる相模国鎌倉とその周辺地域で、鎌倉時代中期以降から室町時代前半にかけて造られ使用された横穴式の納骨窟または供養堂である。鎌倉市教育委員会によると、3000基以上が確認されている。現在では土砂崩れや宅地開発で破壊されたものも多く、残ったやぐらも風化で苔むした洞穴にしか見えないが、建立当時の内装は豪華であった。火葬人骨のほか多くの副葬品が納められていた。

## 概要

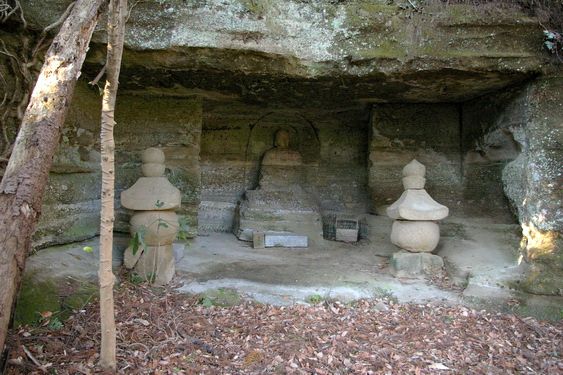
05：唐糸やぐら左側。中央に大きな石仏があり、同様の石仏は各所にみられる。ただし鎌倉の石は鎌倉石と呼ばれる砂岩であるため風化が激しく、目鼻は無くなっている。

「やぐら」とは山に囲まれ、横穴を掘りやすい鎌倉石という砂岩の自然条件の中で、鎌倉時代の中期頃から室町時代の中頃にかけて、巌堂、岩殿寺のような岩窟寺院をヒントに作られた中世の横穴式墳墓である。平地の少ない鎌倉が人口数万から十万人とも推定されるほどに都市が膨れあがったことや、墓所への思い入れの変化、奈良・京都の石工を含む職能集団の進出を背景に山頂や斜面に作られた納骨を兼ねた供養堂である。洞窟などの横穴を墓とした例は他にもあるが、「やぐら」と呼ばれるのは鎌倉とその周辺のみで、また鎌倉周辺であっても人口が密集した鎌倉の外に出ると急激にその数を減らす。鎌倉公方の衰退により多くの武士が領地へ移り、鎌倉の都市としての役割が縮小すると作られなくなり、その役割は人の記憶から消えていった。

## 「やぐら」の名称
文献上「やぐら」という語が出てくるのは1685年刊『新編鎌倉志』の十二所ごぼう谷の項に「寺の南西に山あり、切り抜きの洞二十余りありて…俗にくらがりやぐらと云ふ。総じて鎌倉の俚語（俗語、方言）に巌窟をやぐらというなり」とあるのが最も古い。1829年刊『鎌倉攬勝考』はわめき十王窟、梵字窟、五輪窟（画像10）、団子窟（画像11）、法王窟（画像27）などの名をあげて「山上、または山腹等にあり。思うに皆古の塋域にして、鶴が岡大別当等の墳なるべし」と記し、墳墓とみなしている。1300年ごろ成立の『吾妻鏡』にはやぐらという字句はなく、当時は岩穴を「巌（いわや）」と呼んだことが出てくる。これは現在も残る巌堂であり、逗子の岩殿寺と同様の宗教施設、岩窟の仏殿、観音堂である。室町時代の古文書には「石蔵」とか、「岩蔵」という言葉もでてくるが、墳墓としての岩窟の当時の呼び名は不明である。漢字で「矢倉」と表記されることもあるが音からの当て字であり、ひらがなで「やぐら」と表記するのが通例である。作られる場所は『鎌倉攬勝考』にあるように山上または山腹、寺院の奥、最上流の武家屋敷の奥などにある。

## 構造と内部

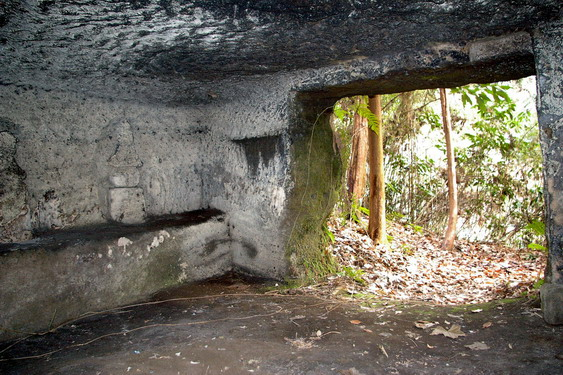
06：東瓜ヶ谷やぐら群：鎌倉時代の様式を伝える大型のやぐらの玄室と短い羨道。壁には五輪塔が掘られ、白い漆喰が残る。

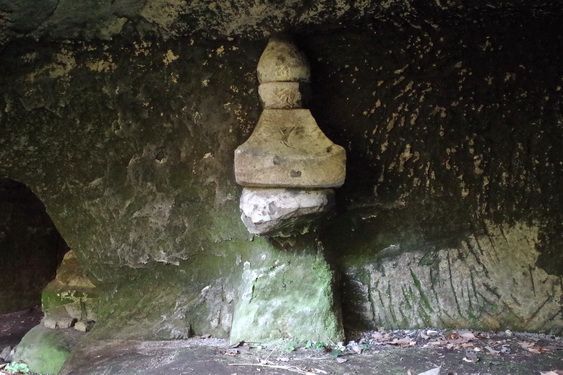
07：東瓜ヶ谷やぐら群：五輪塔の掘出。下部は風化しているが、上部はしっかりと漆喰が残り、種子も克明に残る。

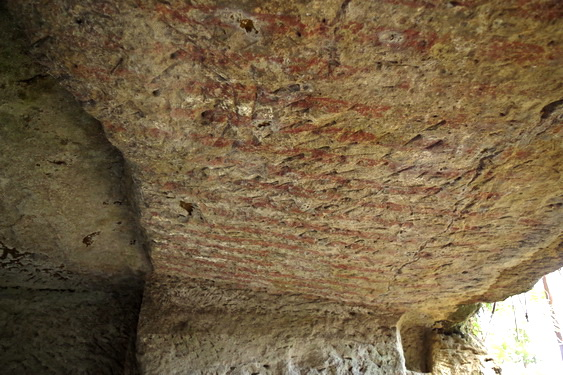
08：朱垂木やぐら：朱色で屋根の垂木を模している。画像右下に扉の横木を填めたと思われるほぞ穴が見える。

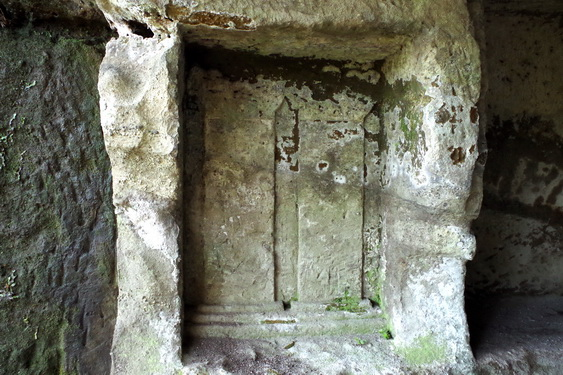
09：雲形位牌の浮彫。このやぐらの天井には月輪の中に種子が彫られている。

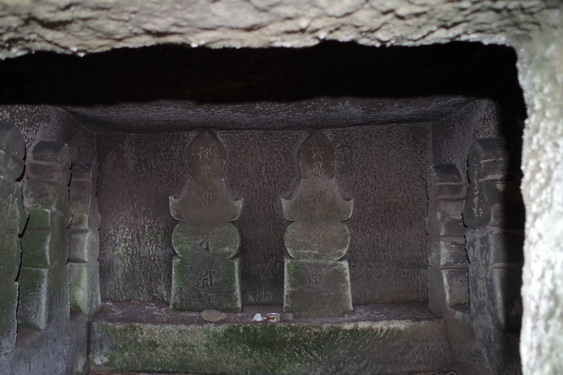
10：やぐらの壁に掘られた五輪塔：白く塗られ、キャ、カ、ラ、バ、アの梵字（胎蔵界大日の真言）が明瞭に残る。梵字には漆が塗られ、金箔が押されていたものと推定される。

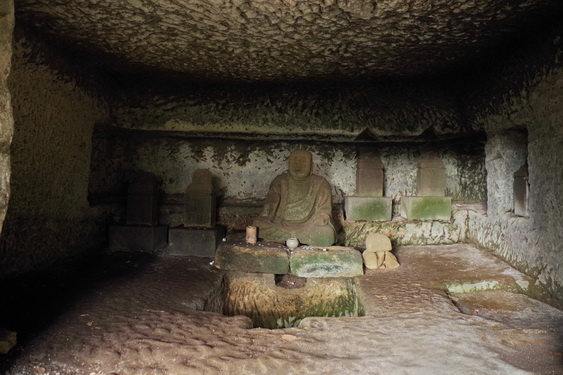
11：団子付地蔵窟の床面の納骨穴。背後、側面の彫り込みには江戸期以降の石仏が置かれるが、当初は納骨場所と思われる。

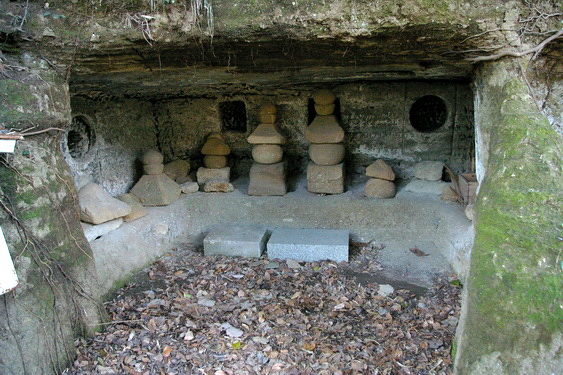
12：日月やぐら：鎌倉時代。左の壁に日と月を模った二重の円に見える納骨穴（龕）がある。穴は石版で蓋をされていたと思われる。

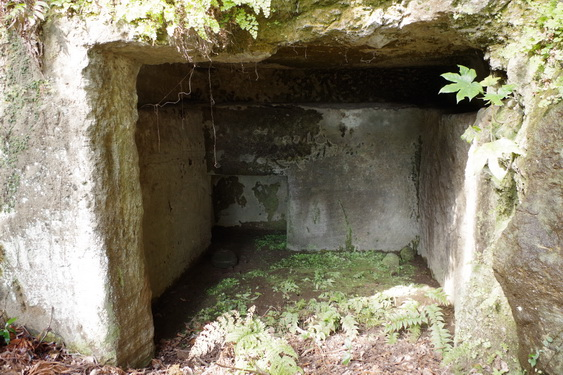
13：三面壁の天井下に長押（なげし）状の納骨用彫り込みを持つやぐら。

### 構造と内装
だいたいは一つのやぐらを中心にした3～6窟の小やぐら群であり、場所によってはその小やぐら群が集まった大やぐら群を構成する。一般的形態は矩形平面をもつ平天井のもので、玄室前面に出入口としての短い羨道を持つ（画像6）。羨道とは云うが、やぐらでは羨門ぐらいの短いもので、道というより奥行数十cmから1mぐらいの入口の壁のようなものが多い。中には前室を持つやぐらもある。広いやぐらでは8m平方の例もあるが、通常は2m平方かそれより若干大きいぐらいのものが多い。
羨道がついている鎌倉時代のものには玄室の入口脇天井に横木のほぞ穴（画像8）や縦柱の穴があり、入口を扉で塞いでいたと思われる。室町時代になると羨道がなくなり、玄室がそのまま前方の開けた形に、つまり四角い横穴となる。明月院のように崖崩れで発見される場合や、土木工事で発見される場合もあるが、そのようなときには入口に石を積んで覆っていた痕跡が見つかることがあり、通常は開口せずに閉じていたとも思われている。
現在はただの岩穴にしか見えないものがほとんどだが、内部は削りっぱなしではなく、今も白い漆喰が残るものが多数あり（画像7）、平らに白塗りされている。さらにその上に漆で唐草などの絵が描かれているやぐらもある。実朝の墓との伝承のある寿福寺の唐草やぐらはその漆の部分だけが風化せずに浮彫のようになって残っている。西御門谷奥の「朱垂木やぐら」には、羨道部分の天井に漆喰の上にベンガラを用いた朱色で50本の屋根の垂木を模したものが描かれており、かつそれは庇のように傾斜している（画像8）。

### 内部の納骨
納骨用の造作としては、玄室中央に大きな穴を掘り（画像11）、そこに火葬した骨を次々に入れる場合。火葬せずに遺体を納める場合。床面に小さな穴を次々に掘り、そこに火葬した骨を納める場合（画像23）。また壁に四角や丸い穴（龕）を開けてそこに火葬した骨を納める場合や、三面壁の天井下に長押（なげし）状の納骨用彫り込みを持つやぐらなどがある（画像13）。ほとんどは火葬した骨である。
それらの穴（龕）には蓋をされていた形跡が残るものもある。長押（なげし）は柱同士の上部などを水平方向につなぎ、柱の外側から打ち付けられるもので、現在の住宅にもあるが、古代中世の寺院建築においては構造的な意味合いが強く、部材も厚かった。古代・中世の古建築の解体修理などをすると、この長押上に納骨されているのが見つかることがある。
ただし納骨用の造作をもたず、仏華瓶や香炉などに遺骨を納めて石塔の脇に置く例や、五輪塔や宝篋印塔の中に納骨されている場合もある。つまり人一人分の骨としてはえらく少ない。ほぼ分骨ぐらいの量である。後世にそれが持ち去られてしまえば納骨の痕跡はそこに残らない。当時の火葬では遺骨は炭や灰に混じり全てが回収できるわけではない。火葬場の発掘では焼土や炭に混じって骨の破片がある。中にはかなりの部分を残していたり、稀には焼いたままその場で焼き穴を埋めてしまったものも見つかっている。つまり全ての骨の回収はそもそも無理なので、拾えるだけの骨を拾い、布などに包んでやぐら中央の大きな穴に納めるということもあれば、供養のためのお骨だけを拾い、香炉などに入れてやぐらに納め、そこで十王信仰や十三仏信仰に基づく追善供養を営むというようなことが考えられる。つまりやぐらは現在の墓の感覚、納骨場所とは異なり、供養（法事）をする場所、供養する対象として納骨する場所という性格が強いということになる。

### 供養のためのもの
多くの場合五輪塔が置かれる。五輪塔には墓塔としてのものもあるが、多くは追善供養のために法事の度に追加されたものと思われている。あるやぐらでは多数置かれた五輪塔が銘を見るとみな同じ人を供養するためのものであったりする。つまり法事の度に置かれる五輪塔でやぐらが埋まることがある（画像17）。宝篋印塔や板碑が置かれる場合もある。
大型のやぐらには壁面に仏像（画像21）、五輪塔（画像7、画像10）、板碑（画像4）、位牌（画像8）、の彫刻を施したものもあり、月輪の中に仏や菩薩を表す一文字の梵字（種子：しゅじ）が彫られていたりする。または仏像がやぐらの本尊として置かれているものもある。それらはその場で彫られたものもあれば（画像5、画像21）、他で作られて置かれたものもある（画像24）。また置かれた五輪塔や宝篋印塔の下に穴があり、納骨用の大甕が埋めてある例がある。朱垂木やぐらでは立像の仏像が置かれていたのか本尊の背後を舟形光背が彫刻してある。この舟形光背には白い漆喰の上に日月と雲が描かれていたらしく、漆が黒い線となって残っている。元はこの漆の線の上に金箔の截金（さいきん:切金とも）が施され、金色に輝いていたものと思われている。
なお五輪塔も現在目にするものは鎌倉石のものは風化が激しく、安山岩のものでも地が剥きだしになり稀に梵字が刻まれている程度で、多くは無地である。しかし埋蔵されたまま発見されたやぐらでは五輪塔に年紀と法名が墨書されていたり、漆喰の上から浅く彫って金を入れたりしたものもあり、金が剥がれ落ちれば文字が読めなくなってしまうものも発見されている。それらのことから元の姿の多くは漆喰で白塗りされ年紀と法名が記されていたであろうと思われている。実際、多宝寺跡やぐら群では鎌倉石（凝灰質砂岩）の五輪塔の火輪に厚さ1mmにもおよぶ漆喰が残っていたし、極楽寺の脇から出土したものには梵字が墨書されていたものもある。急傾斜地崩壊対策工事で見つかった「松葉ヶ谷奥やぐら群」は鎌倉時代末から南北朝時代と推定されるが、2号やぐらでは五輪塔に金泥による梵字が確認され、またその地輪内部に火葬骨が納骨されていた。3号やぐらも五輪塔には金泥で文字を装飾したものが多かった。

## 分布
鎌倉が中心であり、山を越えた北鎌倉、六浦（神奈川県横浜市金沢区）、藤沢（村岡地区）、三浦半島や東京湾を挟んだ安房国にもあるが数は少なく、圧倒的に鎌倉が多い。鎌倉の鶴岡八幡宮を中心とした山に囲まれた範囲では中心線より東側に多い。その多くは南向きの斜面に作られ、次ぎに東向きが多い。西向きはそれより少なく、北向きはあるにはあるが極めて稀である。
また1977年時点で知られるやぐらを所在地別に分類すると以下のようになり、仏教寺院に伴うものが圧倒的に多い。その寺院を宗派別に分類すると律宗系が650窟で71%を占める。
- 寺院、または寺院跡に伴うもの：920窟（77%）
- 武家居館跡に伴うもの：110窟（10%）
- 切通し周辺にあるもの：161窟（13%）

## 古代横穴納骨窟とやぐら

### 古代納骨窟
横穴式の納骨窟は奈良時代の鎌倉にも存在した。鎌倉だけでなく、鎌倉以外の相模国、駿河国、伊豆国、武蔵国、安房国、上総国、下総国と広範囲にみられる。ただしそれは奈良時代に終わっており、鎌倉時代のやぐらの習俗との繋がりはない。ただし奈良時代の横穴式の納骨窟に納骨穴を掘り、火葬骨を納めて五輪塔で供養している例が見つかっており、鎌倉時代初期には奈良時代の横穴式の納骨窟を利用したやぐらはあったと思われている。なお、巌窟の宗教施設なら全国にみられる。鎌倉・逗子においては巌堂や岩殿寺などがそれにあたり、二つとも平安時代からのものである。

### やぐらの年代
鎌倉石は砂岩であるので脆く風化しやすい。内部の五輪塔などには当初は紀年銘があったであろうが、ほとんどは風化して判らなくなっている。鎌倉のやぐらから出土したという宝治二年（1248年）銘の籾塔形式宝篋印塔（個人蔵）もあるが購入時にそう聞いたという範囲の話で検証できるものではない。実際にやぐらで確認された紀年銘の最も古いものは朝比奈峠下やぐら内の板碑にあった文永年間つまり1270年前後のものである。
年代を示すもので多いのは鎌倉時代後期、1300年代に入ってのものである。浄光明寺のやぐらにある石造地蔵菩薩坐像（通称「網引地蔵」）には正和2年（1313年）の銘があり、多宝寺のやぐらにも嘉暦2年（1327年）の年号と僧名が残る。これらは鎌倉の人口が最大となった時期にも該当するが、もう一つの理由は職人層を実質支配していた忍性ら律宗教団が奈良・京都から石工を連れてきて、伊豆から運んだ安山岩などの堅い石で石仏や五輪塔などを作り始めたことにもよる。また、納められている五輪塔などの様式からほとんどは鎌倉時代、一部は室町時代と判明する。

## やぐらの埋葬者

### 判明している埋葬者
先に述べたようにやぐらの中には雲形位牌が浮彫にされているものもあり、当初は上を覆う漆喰の上に、墨か、あるいは漆を塗ってその上に金泥かで戒名が書かれていたと思われる。しかし数百年の間の風化ではげ落ち、読めるものはほとんどない。五輪塔も初期には鎌倉石であるために風化が激しい。そうした中で、鎌倉時代後期から鎌倉でも見られるようになった安山岩製の仏像、五輪塔などに僅かに名前の知れたものがある。
- 神武寺の弥勒やぐらに安山岩製の弥勒菩薩座像があるが、その背面に「大唐高麗舞師 本朝神楽博士 従五位上行 左近将監 中原朝臣光氏（行年七十三）」とある。この中原光氏は『吾妻鏡』などにも登場する楽人で、鶴岡八幡宮の木造弁才天坐像（裸形着装像、重要文化財）の寄進者である[44]。

- 覚園寺の裏山にあたる百八やぐらに「掘出地蔵やぐら」とよばれるものがあり、その中の二基の五輪塔の地輪に「正祐□□」と読めるものと「祐阿弥陀仏（梵字）逆修四十九 応永三十三年（1426年）八月十五日」とあるものが残っている。「祐阿弥陀仏」は室町時代の初期、応永年間（1394-1427年）の覚園寺大修造に際して、日光・月光菩薩像（本尊薬師如来の両脇侍）、十二神将像などの造仏を行った仏師・朝祐である。もう一つの「正祐」はその父親で、足利尊氏が行った文和年間（1352-1356年）の修造のときの仏師と推定される[45]。このことからも、一つのやぐらはその家、その一族の墓として用いられたと考えられる[46][注 13]。

- 理知光寺の護良親王首塚の下のやぐらで常滑焼の大甕が出土し、中には屈葬で入定している火葬していない遺体があった。その大甕の中に桃型の黒漆の入れ物があり、その中から水晶の丸玉の中をくり抜いて舎利を入れたもの（能作性の舎利）が発見された[47]。そのことからその遺体は1327年4月17日に理知光寺で亡くなった伊豆の妙浄上人宥祥と推定されている[48][49]。

やぐらは「鎌倉武士の墓」と云われるが、上記のように決して武士だけの墓ではなく、芸能人、芸術家、僧なども含めた上流階級の墓とされる。

### 武士を埋葬したと思われるもの
なお、武士のやぐらの墓は報国寺のやぐらに足利家時と、ここで自刃した足利義久の墓がある（画像27）。ただしそのために掘られたものかどうかは判らない。
釈迦堂奥やぐら群には宝戒寺普川国師入定窟と伝えるやぐらがあった。井戸のように深く掘られたところに火葬しない多数の人骨があって、中には刀傷のある頭蓋などがあった。そのことから鎌倉幕府滅亡時に東勝寺で討死、または自害した者を埋葬したのではないかとも噂されていた。後年、そのやぐら近辺が宅地造成で切り崩されるとき、五輪塔の地輪に種子と共に「元弘三年日五月二十八日」の日付を刻むものが見つかる。この日は北条氏滅亡の初七日にあたる。そのことから、おそらくは東勝寺で自害した北条一門を供養したものだろうとされる。北条政村の常磐亭跡などの奥にもやぐらがあることや、明月院のやぐらのように上杉憲方の墓と思われるものもあり（画像21）、武士がやぐらに葬られたことは間違いないと思われている。
武士は晩年、ないしは死の直前に出家するケースがほとんどで、「○○入道」などと彫られたものは見つかっている。例えば1935年（昭和10年）に二階堂の亀ヶ淵のやぐらに大甕が埋められているのが発見され、中に一体の骨が納めてあった。そしてその上は大きな切石で蓋をしてあり、その上に宝篋印塔1基と五輪塔が乗っていたが、その宝篋印塔や五輪塔には「清義禅定門」の供養碑であることが記され、五輪塔のひとつには「奉五輪妙相一基 永享五年八月二十日」とあった。永享5年（1433年）は室町時代中期である。「禅定門」は居士に似た戒名の位であり、武士であろうとは推測されるが、ただしそれらが誰だかは判らない。調査の結果彫られた銘文から身分や素性が判明したというものはない。

### 後世の伝承にすぎないもの
寿福寺のやぐら群や頼朝の墓の東隣の谷にある北条政子の墓（後述）、源実朝の墓（後述）、大江広元の墓、島津忠久の墓などとされるものは全て江戸時代に作られた伝承である。島津忠久の墓とするものは安永8年（1779年）に薩摩藩がそう称してやぐら前面の造作を行ったもので、それ以前の『新編鎌倉志』に記載はなく、後の『新編相模風土記稿』では「案ずるに忠久の墓、此の地に在ること疑ふべし。…此に頼朝の墳墓あるにより新たに遠祖の碑を造立せしものと覚ゆ」と書く。隣の大江広元の墓というのは、子孫の長州藩毛利氏が薩摩藩の島津氏に対抗して江戸時代の文政6年（1823年）にこれを大江広元の墓としたものである。その6年後の『鎌倉攬勝考』は「土人等大江広元の墓なりというは訝（いぶか）しき説なり」と否定している。
「唐糸やぐら」の唐糸伝説や、護良親王の土牢（現鎌倉宮）の伝承は江戸時代より前に成立はしているが、室町時代にはやぐら本来の意味は忘れ去られて「牢」だと思われていたことを記すに過ぎない。扇ヶ谷浄光明寺西方山裾に相馬師常墓と伝えるやぐらなど13穴のやぐら群があるが、相馬師常の没年は1205年（元久2年）であり年代的にも合わない。

## 庶民の埋葬

### 京の百姓葬送の地
この時代の「百姓」とは貴族官人以外の納税者、庶民の意味である。中世の庶民に「先祖代々の墓」はない。「先祖代々」は「家」の確立があってのことであり、庶民にも「家」の概念が浸透するのは江戸時代からである。そして平安時代から鎌倉時代まで、庶民のほとんどは風葬である。インドだけでなくかつては日本においてもそれは普通の日常的な光景であった。平安時代には子供ならば貴族の子、天皇の子の遺体さえも火葬も土葬もされずに町の外に運んでそのまま土の上に置かれている。871年（貞観13年）の太政官符には鴨川の下流を指して、近年耕地化されつつあるがここは「百姓葬送の地、放牧之処」であるので耕地化を禁止すると命令している。

### 『餓鬼草紙』の葬送の地
東京国立博物館蔵の12-13世紀の作とされる『餓鬼草紙』の「疾行餓鬼の図」「食糞餓鬼の図」に葬送の地の一コマがある。土饅頭（塚墓）の上に木が植わっているもの、石が置かれているもの（これらも墓標である）、木の卒塔婆が立っているもの、それを柵で囲っているもの、卒塔婆が五輪塔のもの。そのまわりには既に白骨化したものが散乱し、莚の上の女性の遺体は置かれて間もなく、その枕元には漆塗りらしき器がふたつ置かれている。別の敷物の上には腐乱した男の遺体。そして蓋のない棺に入れられた遺体を犬が食っている。その棺の傍には棺を担いだときの棒と、その脇に折敷（薄板の盆）と土器（かわらけ）が描かれている。これらは決して行き倒れではなく不法な死体遺棄でもない。この絵の中のフィクションは5人の餓鬼だけであり、それ以外は当時の誰もが知っていた普通の葬送の地の光景がまとめて描かれている。なお死体がみな裸なのは運んだのが親族なら帰った後に盗られたのかもしれない。運ぶのを依頼されたのが坂非人とか河原者なら、衣類具足は報酬としてそれらの者が取る権利がある。

### 鎌倉の地獄の風景

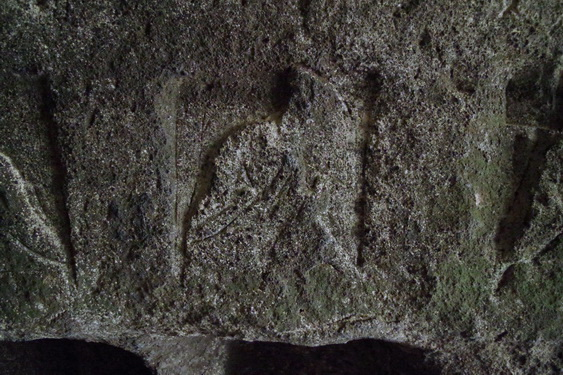
14：東瓜が谷やぐら群1号穴の十王と思われる中国風神像

鎌倉では死体を埋葬ないしは放棄するのは、鎌倉中の外、境界の外側であり、後の極楽寺や建長寺の場所が地獄谷と言われていたのはそのためである。名越切通付近にもまんだら堂やぐら群とは別に、死者の埋葬地に建立された鎌倉時代の石廟が二つ残り、古くから葬送の地であったことをうかがわせる（画像16）。よく刑場と云われる化粧坂のすぐ傍の瓜が谷やぐら群の1号穴には中央に地蔵菩薩の石像、壁には死後の審判を行う十王らしき四体の神像彫刻がある（画像14）。更にそこから下って北鎌倉駅前の道で出たすぐ左側の橋は十王橋という。従ってこのあたりも葬送の地であったと想像されている。鎌倉で地獄谷と云われる地をよく「刑場」と云われるが、葬送の地だから刑場にも使われるというだけである。処刑した死体はそのまま放置できる。
海側は現在の下馬交叉点の近くまで滑川が入江のようになっており、その先は市街地ではない。現在の一の鳥居が浜の大鳥居と呼ばれたように浜である。その浜もまた埋葬地であり多くの人骨が見つかっている。一つの穴に数百の人骨と牛馬など動物の骨もあり、由比ヶ浜南遺跡からは4000体近い人骨が出土している。人間の大腿骨の端の部分に犬に囓られた跡があったりと、付近に散乱していた骨をだいぶ時間が経ってから集めて埋めたとみなされている。つまり浜にはかなりの死体が放置されていたということである。先に触れた『餓鬼草紙』にあるようにこれは当時としては異様な光景ではない。鎌倉の浜に相当するものは、京においては鴨川の河原である。平安時代初めの842年（承和9年）に朝廷は鴨川河原他に散在する髑髏を焼却させたが、その数は5500余にものぼったという。

## 鎌倉時代の最上流の埋葬

### 京の文化と鎌倉武士
鎌倉の武士は、あるいは武士そのものが主に王朝貴族の末裔で、土着しながらも中央（京の権門）と結びつくことによって、在地での自分の身分職（しき）を維持し、うまくいけば官位を手にして在地での身分をより強固にした階層。あるいは京の下級官吏が権門に所職を与えられて関東に下った者達である。平安時代末期には関東の多くの在地領主は中央の権門、女院とか平家などと結びつくために出仕し、京の文化に触れている。
例えば元暦元年（1184年）6月に、鎌倉に来ていた頼朝の恩人である平頼盛が京に帰るというので、頼朝が送別の酒宴を開いたが、そのときに「京に馴るるの輩」として小山朝政、三浦義澄、結城朝光、下河辺行平、畠山重忠、橘公長、足立遠元、八田知家、後藤基清らが同席した。彼らは単に京に行ったことがあるということではなく、正二位権大納言つまり貴族として最上位に近い平頼盛のための酒宴の席で、ちゃんと頼盛を和ませるだけの京風の教養とマナーを心得た者ということである。頼朝などは年少の頃までその京の王朝文化の中枢で育ち、幼少の頃に既に右兵衛佐という官職を持っている。なので頼朝は貴種と呼ばれる。北条時政も大番役で京に出仕していて、戻ってきたら娘の政子が流人の頼朝とできていたという状態である。奥州藤原氏のように自身では京にのぼらなくとも、京の権門でも最強の摂関家の奥州荘園の管理者であり、また蝦夷地を含めた海産物や砂金の供給源として京と強い繋がりを持っている。奥州平泉の中尊寺は京の文化が地方の実力者にまで浸透していたことを示す良い例である。

### 王朝貴族の墓と法華堂
その京の文化はどういうものであったかというと、10世紀から11世紀頃の貴族社会では火葬も土葬も行われていた。藤原摂関家累代の木幡の墓所のように一族の墓所はあったがそこは死穢の場所であり、埋葬後に木の卒塔婆が立てられたり、土葬した上に霊屋や、犬などに食い荒らされるのを防ぐ釘貫（くぎぬき：柵）などもつくられたりはするが、それらはそのまま朽ち果てるに任せた。そして継続的な墓参はなされず、貴族達は死者の供養を墓ではなく寺院や仏堂で行っていた。藤原氏の一族の墓である木幡も墓域に石塔が一つ建っていただけだという。一人一人の墓標はない。今日思われているほど遺骨は重視されてはいない。
そうした中で、1052年（永承7年）が末法元年であるとする末法思想が蔓延し、盛んに経塚造営や法華三昧堂（法華堂）建立が行われる。経塚では寛弘4年（1007年）の大和国金峯山の藤原道長のものが有名だが、法華堂もやはりその道長が山城国木幡の藤原氏の墓域に浄妙寺法華三昧堂を建立したのが始めである。その後その風習が皇族・貴族の上層部に広まる。そして鎌倉時代初期の御家人らの記憶の範囲、二条天皇、六条天皇、高倉天皇、後鳥羽上皇、順徳天皇、後堀河天皇らはいずれも法華堂に葬られる。それが平安時代後期の上流階級での一般的な傾向である。例えば奥州平泉の中尊寺金色堂は奥州藤原4代の遺体を安置する墓堂、廟堂、つまりここでいう法華堂である。

### 頼朝の法華堂
寺を建てられるような最上級、将軍家や執権・連署クラスはやぐらではなくその寺に葬られる。例えば頼朝は大倉御所の北の山の中腹に持仏堂を持ち、そこが死後法華堂となる。頼朝が死んだ年の記事は『吾妻鏡』には無いが、一周期の記事は正治2年（1200年）1月13日条にあり、法華堂で栄西を導師として執り行われている。この頼朝法華堂は現在の国の史跡で法華堂跡とされる伝頼朝の墓の石段下ではなく、頼朝の墓のある石段上の平場とされる。そこが法華堂跡であり、頼朝の墓所であったことは『吾妻鏡』嘉禄元年（1225年）の新御所を何処にするかについての陰陽師等の議論の記録で判る。

### 実朝の法華堂
鎌倉幕府第3代征夷大将軍源実朝が暗殺された後、その首は行方不明になったが首以外は勝長寿院で火葬され、そこに法華堂が建てられたとみられている。骨は高野山の金剛三昧院に送られ、頼朝の庶子で実朝の異母兄にあたる貞暁が供養した。寿福寺の唐草やぐらは実朝の墓との伝承をもつが、その伝承は江戸時代に作られたものである。江戸時代の初期、寛永年間も1642～1644年の間と推定される『玉舟和尚鎌倉記』はこの唐草やぐらを「絵書櫓」と紹介し、ここに開山石塔があったと記す。実朝は一言も出てこない。それを実朝と伝え聞いたのは延宝2年（1674年）の水戸光圀の『鎌倉日記』からで、それを『新編鎌倉志』が踏襲する。しかし1717年（享保2年）の太宰春台の『湘中紀行』は「伝へいふ実朝の墓と、蓋し非なり」と否定しさっている。『東海道名所図会』には実朝塔と記しながら「千光国師は実朝の帰依僧なれば、追福の為ここに営みしと見えたり」と、仮に実朝のためのものであっても墳墓ではなく供養塔だろうと見ている。

### 北条政子の法華堂
同じ寿福寺に北条政子の墓との伝承を持つやぐらがあるが、その伝承も江戸時代に作られたものである。北条政子は1223年（貞応2年）に勝長寿院奥に弥勒菩薩を本尊とする伽藍・新御堂と御所を建て、1225年（嘉禄元年）7月11日に亡くなり、翌12日に御堂御所の地で火葬される。この新御堂が死に備える政子生前の持仏堂、死後の法華堂である。なお『吾妻鏡』には書かれていないが、同時代の藤原定家の日記には骨の一部が百ヶ日を目処に高野山にも送られたことが記されている。

### 北条義時の法華堂

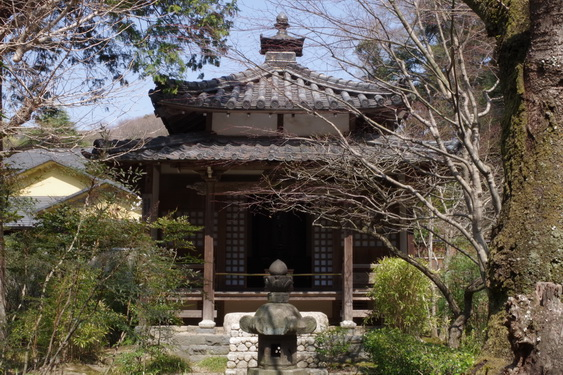
15：最明寺跡（現明月院）の北条時頼廟。義時が作った大蔵薬師堂の『吾妻鏡』の法事の記事から、義時法華堂や、泰時の山内粟船御堂もこの程度の小さい堂と推定される。

北条義時は『吾妻鏡』に「故右大将軍家（頼朝）の法華堂の東の山上をもって墳墓となす」とあり、それが義時の法華堂であることは『吾妻鏡』仁治2年（1241年）の泰時の参拝の記事にある。鎌倉時代の初期にあっては墳墓の地には法華堂が建てられ、あるいは法華堂の傍らに埋葬されている。先に述べたようにこれは平安時代後期の上流階級での一般的な傾向である。この時代にやぐらに埋葬したという記録も痕跡も無い。逆にこれらの面々が法華堂に葬られたことをまとめて証明する記録は『吾妻鏡』にある。建長2年（1250年）に北条重時、時頼らが「右大将家（頼朝）、左大臣家（実朝）、二位家（政子）ならびに右京兆（北条義時）の御墳墓の堂々を巡礼」している。「御墳墓の堂」がここで云う法華堂である。

### 北条泰時以降の供養堂
その次ぎの代、北条泰時は『吾妻鏡』に「故前の武州禅室（泰時）周関の御仏事、山内粟船御堂に於いてこれを修せらる」とあり、鎌倉の外、当時山内の常楽寺である。その次ぎの執権北条経時の墓所は当初は佐々目谷にあった浄土宗の光明寺であり、正嘉2年（1258年）に弟の時頼が佐々目谷の塔婆を供養したとある。その時頼は祖父の泰時同様に鎌倉の外、山内の最明寺（現明月院）。その子北条時宗から三代は円覚寺である。得宗家以外の執権・連署クラスも鎌倉の外の金沢（当時の読みは「かねさわ」）、極楽寺、常磐に別業（私邸）を持ち、多くはその屋敷地内の持仏堂を寺として葬られている。また各寺院の長老の墓もやぐらではなく五輪塔とか開山堂などである。

## 上流階級の埋葬
やぐらの最盛期には将軍や執権・連署クラスなどの墳墓は鎌倉の市街地ではなく、山を越えた外に営まれる。庶民には墳墓の供養という意識はない。するとその中間の階層がやぐらに関係してくる。
執権・連署級以外の有力御家人の埋葬は『吾妻鏡』に1215年（建保3年）の佐藤朝光の死について、前日の地震のときに死んだ伊賀前司佐藤朝光を二階堂行政の後山に葬ると記されている。二階堂行政の二階堂とは永福寺から来ており現在も二階堂という地名が残る。その後山がどちら側の山かは不明ながら、覚園寺方向であれば天園ハイキングコース側の尾根に有名な百八やぐら群がある。しかし百八やぐら群がその当時からあったとは云えず、『吾妻鏡』から読み取れるのは山に葬られたということだけである。
他に鎌倉時代初期の葬送の例では頼朝の娘乙姫のことが『吾妻鏡』にある。乙姫の乳母夫であった中原親能は乙姫の死んだことで出家し、その夜に屋敷内の持仏堂（亀谷堂）の傍らに埋葬している。葬式のようなことは行われていない。『吾妻鏡』には「親能亀谷堂」「故親能入道亀谷堂」と書かれているが、同様の墓堂は京の葬地であった鳥辺野にも見える。1112年（天永3年）の鳥辺野の入口に位置する寺の記録では「左衛門入道堂」「伴入道堂」など人名を付けた堂が境内に48も記録されている。鎌倉時代には陸奥や九州でも武士が墓堂を建てている。
鎌倉は市街地での埋葬が禁止されたので墓は山中のやぐらになったと良く云われるが、鎌倉時代中期以降でも上流階級は必ずやぐらを墳墓としたとは云えない。1980年に海蔵寺の墓地裏山が土砂崩れを起こし、その崩れ落ちた土の中から16点の火葬骨の蔵骨器が発見された。崩れ落ちたのは土だけでありやぐらにあったのではない。瀬戸の四耳壺、水注、常滑壺などで13～14世紀のものである。火葬されるのは上流階級であって庶民ではない。当時の鎌倉は人口が膨れあがり、薪も鎌倉外から購入している。衣張山の釈迦堂側から骨が入った青磁の鉢3口が出土したが、これもやぐらからではない。これらの青磁鉢は作調からみて中国浙江省龍泉窯製の輸入磁器であり、庶民のものではありえず、上流階級でもかなり上の方ということになる。つまり上流階級の納骨はやぐらだけとは限らなかった。

## 泰時以降の鎌倉

### 市街地での埋葬禁止令
奈良時代の横穴墳墓ではなく、鎌倉時代のやぐらが最初につくられた時期は不明である。やぐら造営の発端のひとつ、あるいは拍車をかけたと論じられた幕府法がある。佐藤進一らが編纂した『中世法制史料集』に御成敗式目の追加法として仁治3年（1242年）正月15日の「新御成敗状」が掲載されている。内容を口語訳すると「府中には一切墳墓があってはならない。もしもそれに違う所があればその持ち主に改葬を命じ、かつその屋地は没収する」というものである。これは佐藤進一らが編纂した時点から赤星直忠の『鎌倉市史・考古編』、大三輪龍彥の『鎌倉のやぐら』の時点まで鎌倉幕府法と思われており、赤星も大三輪もそれがやぐら造営に拍車をかけた、あるいは発端の一つとした。
しかしその後これは鎌倉幕府の追加法ではなく、御家人で守護の大友頼泰が発布したものと判明している。この大友頼泰の仁治3年（1242年）正月の「新御成敗状」のオリジナルが鎌倉の幕府法であった可能性は高いとはいうものの、大友氏は鎌倉とともに京も知っており、京にはかなり古くから同様の法律があった。史料に残る法令は律令制全盛期の古いものではあるが、実際に平安京の市街からはほとんど墓跡が発掘されていない。鎌倉においても状況は同じである。当時の市街地から鎌倉時代と推定される埋葬された人骨が発掘されたことはない。鶴岡八幡宮境内から男女の土葬骨が発掘されたことはあるがそれは当時の鶴岡八幡宮の地表よりも下層で、平安時代末のものである。『新御成敗状』のオリジナルが鎌倉の法令であったのか、京の法令であったのかは不明である。オリジナルの「市街地埋葬禁止令」が鎌倉の法令であったとしても、それ以前の何年から出されていたのかは不明である。そこでこの仁治3年（1242年）正月前後の鎌倉の状況を見ていくことにする。

### 泰時の都市計画
北条得宗家は北条泰時の代から墓を鎌倉の外に持つが、その泰時の死がちょうど仁治3年（1242年）の6月15日であり、泰時はそれまでに都市鎌倉の骨格を作りあげている。まずは御所の移転である。源氏三代の将軍の御所は鶴岡八幡宮東側の大倉御所であった。第4代将軍となる藤原頼経は北条義時の大倉亭に居たがその頼経の御所を嘉禄1年（1225年）に鶴岡八幡宮の南、若宮大路とその東側の小町大路に挟まれた地に建設する。これによって都市鎌倉の中心は大倉から小町大路を中心とした地に移る。小町大路とは現在の小町通りではなく、宝戒寺の前から本覚寺の前までの道である。本覚寺の前で滑川を渡ると大町になる。若宮大路の西側の多くは湿地であったため、屋敷は多くない。
その後の大がかりな土木工事は1233年（貞永元年）、その小町大路の先の材木座海岸の和賀江築港である。それを提案し、泰時の後ろ盾で工事にあたったのは勧進聖の往阿弥陀仏であり、後にその維持管理を引き継いだのが忍性らの極楽寺律宗集団である。これは海からの物流ルートであるが、陸上での物流ルートとして仁治元年（1240年）に「山内の道路を造らるべきの由その沙汰」、「鎌倉と六浦津との中間に始めて道路に当てらるべきの由議定」（後の朝比奈切通）と、現在鎌倉七口と言われるもののいくつかの工事を命じている。

### 泰時の都市行政
泰時は鎌倉中（市街地）の都市行政にも様々な手を打っている。東西の陸路の工事を始めたと同じ年、延応2年（仁治元年：1240年）2月に京の町にならって鎌倉中を「保」に分け、それぞれに奉行人を置き、それを市中行政の末端とする。その保々奉行人に「盗人の事」「辻捕の事」「悪党の事」などの治安関係の他に「丁々辻々の売買の事」「小路を狭く成す事」などの禁止・取締を命じている。これが鎌倉で市政らしいことが文献に出てくる最初である。つまり仁治元年（1240年）時点で鎌倉には人が溢れかえり、道の端に小屋を建てたり、あるいは軒下を張り出したりするなどして道の一部を自分の家に取り込もうとすることが多々あったということである。同年11月にはその保の組織を利用して市中の辻々で夜間に篝火を焚かせ、夜の治安を保とうとした。従って『新御成敗状』のオリジナルが鎌倉の法令であったなら、そのオリジナルの「市街地埋葬禁止令」は、泰時が京の市政「保」を鎌倉に適用した延応2年（仁治元年：1240年）以降、つまり仁治3年（1242年）正月からそう遠くない時期と思われている。
泰時の後の経時、時頼の時代になるが、1245年（寛元2年）に先の「小路を狭く成す事」をより具体的に「軒を路に出すこと」「町屋をつくってだんだん路を狭くすること」「小屋を溝の上につくりかけること」と述べてそれを禁止している。これも先に禁止した「小路を狭く成す事」がなかなか止まなかったということである。1251年（建長3年）12月には小町屋（商店）や売買の設けを7ヶ所に限り、翌年には酒を売ることを禁じて鎌倉中の保奉行人に命じて民家の酒壺を調べさせたところ、その総数は37,274壺にものぼったという。鎌倉の人口が推定数万人というのはこの数も参考にしている。これらのことから、泰時の時代から時頼の時代にかけて鎌倉は都市として急激に膨張していったことがわかる。

### 墓の空白期

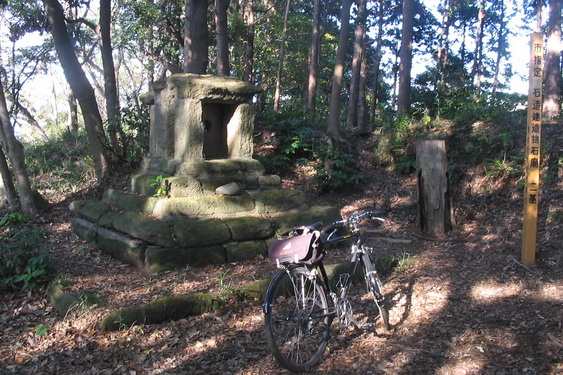
16：名越坂上にある石廟（鎌倉市指定文化財）。埋葬地と思われるがこのあたりにやぐらはない。

市街地埋葬禁止をうたう『新御成敗状』のオリジナルが鎌倉の法令であって、その鎌倉の法令が1240年（仁治元年）以降、仁治3年（1242年）正月までに出されたにしても、それが鎌倉における墳墓のやぐら化の直接の原因とまでは言い切れない。もしこの『新御成敗状』が一字一句違わずそのまま鎌倉の幕府法であったなら大友氏自身がそれを守っていなかったことになってしまう。大友氏が九州に土着して以降の南北朝時代、当主氏時は家督を嫡男の氏継に譲ったがその譲状には「鎌倉亀谷地壱所（先祖墓所宿所地等）、同大谷地弐所（先祖墓所宿所地等）」とある。
京都の大谷は山に登れば目の前に琵琶湖という東の外れの山の中だが、鎌倉の亀ヶ谷は鎌倉時代の初期から高級住宅地である。あるいは亀ヶ谷は『新御成敗状』に云う「府中」ではなく墳墓があっても改葬を命じられたり屋地を没収されることもないというなら、大蔵、二階堂、名越などそういう地は沢山ある。
その程度の市街地埋葬禁止令では、墳墓が山に追い出されやぐらが出来たとするぼどのインパクトはない。
「やぐらの年代」で見たように、やぐら内から発掘されたものでやぐらで確認された紀年銘の最も古いものは朝比奈峠下やぐら内の板碑にあった文永年間（1264～1274年）のものである。むろん「未発見」である可能性もあるが30年前後の「墓の空白期」が出来てしまう。もう一つ、「上流階級の埋葬のされ方」で見たように山間部でやぐら以外からも骨壺に入った火葬骨が出土している。骨壺に使われた陶器は13～14世紀のものである。市街地埋葬禁止令があったとしても、あるいはやぐらが作りだされて以降も、やぐら以外への上流階級の埋葬はあったということになる。更にその時代、京においても墓所としての「勝地」は陽当たりが良くて眺めの良い場所であり平地ではない。北条義時が「故右大将軍家（頼朝）の法華堂の東の山上をもって墳墓となす」と書かれるように鎌倉時代初期の法華堂も山の斜面にある。
冒頭でやぐらは横穴式の納骨窟または供養堂であるとしたが、それが鎌倉時代の後期に急に現れることは市街地埋葬禁止令だけでは説明がつかない。そこで、それ以前の葬送と供養の変遷を重ねてみる必要がある。

## 納骨信仰と葬送実務

### 葬送と墓
平安時代から少なくとも鎌倉時代の前半にかけて、今日のような葬式はなかった。多くの記録に「今日葬送」とあるのは火葬・土葬の行われる当日に限る。つまり遺体の処理そのものを指す。天皇を例外とすれば古くは墓もなかった。庶民だけではなく貴族でもそうである。「『餓鬼草紙』の葬送の地」で墓として塚が築かれ、そこに目印としての枕石や生木が植えられ、釘抜や卒塔婆の井垣で囲う様を紹介したが、これらはいずれも時間の経過とともに腐朽し忘却に委ねられる。継続的な死者供養の装置ではない。「古き塚は鋤かれて田となりぬ」である。「鎌倉時代の最上流の埋葬」で法華堂を見たが当時はこの法華堂も朽ちるに任された。それが変わるのは後述する上流階級への石塔の浸透である。
墓は一つでないことがある。土葬の場合は葬所は墓所であるが、火葬の場合は葬所（火葬場所）と墓所は多くの場合異なる。その両方を祀るか、慈円のように墓所だけを祀り「火葬の所は只忘却に任せればよい」とするかは個人の意志・遺言による。両墓制という言葉も石塔に関係する。供養に石塔を立てることが浸透しだしたときに墓所に石塔を立てるケースが単墓制、現在の墓と同じである。しかし土葬の場合は死穢の地との観念がつきまとう。そして供養のための石塔を土葬の場所とは別の場所に立てることが近畿周辺に見られる。つまり埋め墓と参り墓の分離である。これを両墓制という、しかしこれは一つであったものが分離したのではなく、それ以前からそもそも埋葬と供養は別物であった。

### 納骨信仰
「実朝の法華堂」の章で実朝の骨は高野山の金剛三昧院に送られたと記したが、『明月記』によると政子の遺骨も高野山に送られている。この当時、死後の功徳を求めて仏教の霊場に火葬骨を納骨するという風習もあった。史料上の初見は1044年（長久5年）であり、そのときは僧が藤原惟盛なる者の妻の遺骨をその遺言により比叡山の法華堂に運んでいた。そうした霊場に納骨してもらうことで仏との結縁（けちえん）、死後の功徳を得ようということである。こうした霊場として最も有名なのが高野山である。高野山への納骨の初見は1153年（仁平3年）の御室（おむろ）門跡の覚法法親王とされる。1160年（永暦元年）には鳥羽上皇の寵妃美福門院の遺骨も遺言により高野山に運ばれている。鎌倉時代には信濃の善光寺への納骨も有名で、物語では鎌倉時代末（あるいは室町時代前期）の成立とされる『曽我物語』の真名本で虎が曾我兄妹の遺骨を善光寺に運んでいる。説話集の『沙石集』にも出てくる。
同じ信濃では文永寺の納骨用石室も知られている。そこには1283年（弘安6年）の刻銘のある石室があり床石の上に五輪塔を置きその前の床石に穴を開けて、その穴の中の大甕に納骨するようになっている。やぐらにも似たようなものがある（画像11）。「内部の納骨」で見たように南都七大寺の一つ元興寺の極楽坊本堂（極楽堂）では長押上に小五輪塔を納骨器として載せられていたし、中尊寺金色堂でもやはり長押上に納骨が行われているのが解体修理の際に発見された。やぐらではこの「長押の上」を模すために天井間際に納骨用彫り込みを持つものが多数ある（画像13）。
鎌倉でも2000年から2002年にかけての調査で、都市鎌倉を取り巻く山稜部やその周辺には、やぐら群だけでなく荼毘跡や納骨堂、納骨を受け付けてくれる寺院の存在が確認されている。

### 墓参
先に建長2年（1250年）の北条時頼らの「御墳墓の堂々巡礼」をあげたが、『吾妻鏡』での墓参は1241年（仁治2年）から3回出てくる。これらはみな年末だが、平安時代から歳末には魂が訪れるという考えがあった。京の貴族の史料に盂蘭盆（いわゆるお盆）の墓参が現れ始めるのは鎌倉時代中期である。平安時代の京でも歳末にやってくる霊のためにユズハリの葉の上に食べ物をお供えしたりはしたが、しかしそれは霊がどこからかやってくるというもので、霊が墓にいてそれを墓参して迎えるようなことではなかった。鎌倉時代に歳末の墓参したということは、墓に霊がいるという観念が広まり始めたということになる。それは火葬や土葬の出来た中流階級でもその墳墓のまわりには庶民の風葬の遺体、遺骨が散乱している状態ではありえず、穢れ（放置死体）の心配の無い囲われた一族墓を持つ上層部から始まると考えられている。藤原氏の木幡のような一族の墓地は、藤原摂関家以外では村上源氏ぐらいで平安時代後期にはあまり例が無く、鎌倉時代以降に広まる。

### 結界の地・共同墓地の形成
奈良時代の横穴式の納骨墓以降の平安時代の墓は、天皇家や最上級の貴族の葬送が古文書に現れるだけで考古学の世界からはほとんど姿を消す。まれに発見されても墓が群をなすという形跡は希薄である。『今昔物語集』などから判るのは、風葬でない埋葬でも家のまわりということではなしに離れた適当な野原などにバラバラに埋葬しているということである。墓参も無いので埋葬地が長く記憶に止まるということもない。それに変化の兆しが見えるのは12世紀後半である。納骨信仰にも連動するが、高僧が定め聖地化するような儀礼を行った結界の地に貴族の埋葬が集中しだすということが始まる。
発端は986年（寛和2年）に比叡山の高僧である源信僧都が始めた僧の念仏結社二十五三昧会に始まるとされる。この当時は葬送は家族だけで行うことで他人が関わることは禁忌とされ、それは僧の世界でも変わらなかった。しかしこの結社内だけは世俗の禁忌を考慮せずに結衆が死ねば結社が協力して葬送を行うことを宣言する。この二十五三昧は主に天台宗系の寺院で広がる。そしてその二十五三昧の墓所は結界の地であり聖地である。12世紀初頭にはその二十五三昧会に貴族の一部も入会しだす。この二十五三昧が12世紀後半の共同墓地出現の契機とも考えられている。この二十五三昧が転じた「五三昧」が墓地を現す例も12世紀中期、遅くとも13世紀前半には見られるようになる。ただし、共同墓地が広まり始めるのは近畿でも13世紀後半、本当に広まるのは14世紀に入ってからである。
その共同墓地の考古学上の代表は静岡県磐田市の一の谷墳墓群遺跡である。それら共同墓地はどのような場所かというと陽当たりが良くて眺めの良い場所が多い。このような場所を「勝地」と呼び経塚を築いたりする。この立地条件は「分布」に示したようにやぐらにも共通する。共同墓地、集団墓地という点では百八やぐら群（画像2）、平子やぐら群（画像33）、まんだら堂やぐら群（画像34）、朝比奈切通のやぐら群（画像35）などはまさにそうした姿を示している。

### 石塔の浸透時期

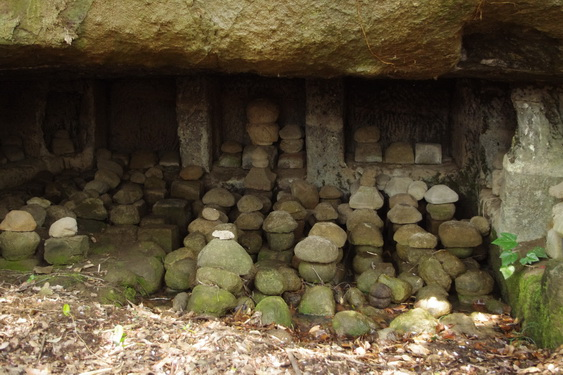
17： 浄光明寺のやぐらを埋める五輪塔

石塔も初見ということでは古く遡れるが、石製の五輪塔や宝篋印塔は東大寺大勧進重源によって招聘された南宋の石工である伊行末らの末裔達によって作られ始める。当初、伊行末らは奈良・京都の大寺院再建に従事していたが、その末裔達はそうした大寺院の大勧進として工事を指揮していた律宗僧に率いられて全国に広がる。五輪塔や宝篋印塔が大寺院だけでなく上流階級の墓所にも広まり始めるのは全国レベルでも13世紀からで、浸透したのは14世紀以降である。南関東に限って見ると安山岩製の五輪塔・宝篋印塔は1290年代から始まる。そして1330年代に小ピークを迎え、1380年代から1440年代にかけて最盛期を迎えてそれ以降は低迷する。
板碑は埼玉県北部から始まる。特定宗派の教義によるものではなく、疫病流行の休止など様々な願いを込めたものもあるが、やはり個人の供養、自分達の逆修のためのものが多い。相模国の最古のものは1244年（寛元2年）。それが増加するのは13世紀後葉で、14世紀の1340年代ぐらいがピークとなる。南関東ということでは埼玉県で20,201基の板碑が確認されており、詳細な報告書が公表されている。それによると、作られた年の判るものは48%で、最古のものは1227年（嘉禄3年）。10年単位の集計ではピークは1361年から1370年の777基で、200基を超えるのは1301年から1430年までである。また被供養者名は13～14世紀のものにはあるにはあるがそれほど彫られてはいない。増えてくるのは15世紀に入ってからである。それは板碑の供養塔から墓標への変化に対応しているとする意見もある。
安山岩石塔に掘られた年紀は、安山岩を加工出来る石工が関東に来た時期に左右されるが、板碑は1227年（嘉禄3年）段階で既に作られているので、南関東における石塔ニーズの高まりをこれで推測することが出来る。南関東に限らずに全国規模で見ても、墓に石塔をたてることが多くなるのは14世紀である。鎌倉石で彫られた五輪塔は安山岩製の五輪塔より前にあった訳ではなく、石塔が全国に広がった後、コストダウンのために各地の地場石材で代替したものとの見方が多い。つまり安山岩製五輪塔よりも後となる。

### 葬送実務と律宗
平安時代の葬送では、沐浴、入棺、火葬、骨拾いなどはその家の者で行うのが通例であった。これらは「穢れ」「喪」に関わることで僧を含めて他人は行わない。それが鎌倉時代に入ると「一向上人沙汰」つまり僧に今の葬儀社・火葬場の役割を一任することが増える。この役割を担うのは伝統的寺院、例えば比叡山延暦寺、高野山、三井寺、仁和寺などの高位の僧ではない。律宗や念仏衆などである。今日のようにどの宗派も葬祭を行い寺に墓を持つということは無かった。京では各宗派が葬祭に乗り出すのは15世紀頃であり。葬儀が盛大になるのもほぼその時期である。
北京律の泉涌寺は1242年（仁治元年）に四条天皇の火葬を行い、南都律（西大寺系）の東山太子堂はやはり天皇や貴族の火葬を行っている。非人救済で有名な西大寺系の京における拠点浄住寺には長老統括の僧衆と、奉行統括の斉戒衆の二元的構成になっていた。この「斉戒衆」が火葬などの葬送作業を行ったと云われている。当時の宗派は現在の様に縦割りではなく、特に律宗は「戒律を重んじる」ことを特色としながら泉涌寺派の四宗兼学に現れるように他派の僧・寺院とも交流がある。例えば法隆寺は法相宗であるが、その子院の北室には律僧がいてその下に斉戒衆がいる。醍醐寺、仁和寺、大覚寺などの真言宗門跡寺院の門主などの葬儀を行うのも律宗系寺院であったし、先の浄住寺の子院である光明院は東寺学衆の墓所となっている。つまり律宗は現在の葬儀会社のような役割を担っていた。
時衆も少なくとも南北朝時代の京では火葬場を運営していた。真言宗の東寺観智院主・賢宝の1398年（応永5年）の葬儀は律宗寺院の長老が執行したが火葬場は時衆寺院が運営するものであったという例がある。しかし時衆は『一遍聖絵』にあるように少なくとも鎌倉時代には鎌倉に入れず、鎌倉の上層階級の帰依を受けた例は史料上ない。時衆と律宗の共通点は非人などの下層民との関係である。その共通点は浄土宗にもあるが、浄土宗でも下層民に広まるのは専修念仏である。専修念仏には作善、つまり造仏・造塔・写経などの善事を行うという観念は無い。もっぱら念仏である。浄土宗で作善があるのは持戒念仏だがこれは律宗に近い。浄土宗も日蓮宗も少なくとも、やぐら全盛期には上層階級の葬儀への関与を示す史料はない。禅宗も足利尊氏の葬儀以降、南北朝から室町時代には葬儀に深く関わり近年までの伝統的葬儀の原型を作ったが、やぐら全盛の頃は不明である。これらの状況は「分布」で触れた寺院関連で律宗系が71%を占めるということにも符合する。

## やぐらの時代

### 鎌倉への律宗の進出

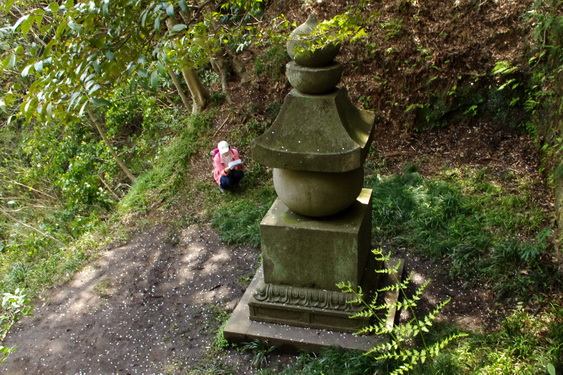
18：忍性が開いた多宝寺の跡の覚賢塔、鎌倉の石ではなく安山岩なので風化が少ない。これはやぐらの中ではない。かつこの塔の周囲にはやぐらは無い。下の平場にやぐら群がある。

やぐらが最盛期を迎えるのは鎌倉時代末と考えられている。これは鎌倉への律宗の進出時期とほぼ一致する。「葬送実務と律宗」にみたように、鎌倉時代に葬送に関与した宗派は律宗である。律宗僧の鎌倉での活動は南都律（西大寺系）の忍性に始まるものではないが、確実に職人集団を率いていたとされる忍性が六浦の浄願寺に入るのが正嘉年中（1257～1259年）、その後1261年（弘長元年）、鎌倉亀ヶ谷の新清涼寺釈迦堂に入り、多宝寺を経て極楽寺の住持となるのは1267年（文永4年）である。紀年銘の最も古い朝比奈峠下やぐら内の板碑の文永年間（1270年前後）に付合する。六浦の浄願寺とは、開発か保存かで争われた上行寺東遺跡（上行寺東やぐら群遺跡）にあったとされる律宗寺院である。もう一つ律宗グループの北京律（泉涌寺系）が鎌倉の拠点として覚園寺を建てるのが1296年である。この覚園寺の裏山に巨大な百八やぐら群（画像2）や中規模な平子やぐら群（画像33）がある。
「分布」の節で述べたように、やぐらは「寺院、または寺院跡に伴うもの」が大半、かつその中でも律宗系が650窟で71%を占め、やぐら全体に対しても半数を超える。鎌倉以外で鎌倉のやぐらと共通性を持つものが東京湾を挟んだ千葉県にもあるが特定の土地にまとまっていて、当時は称名寺領や覚園寺領、つまり律宗寺院の寺領であった。

### 土木工事の担い手
これらのことからやぐらにも律宗系の何らかの影響が想像されるが、しかしそれは律宗の教義によるものではない。律宗の西大寺系（南都律）にしても泉涌寺系（北京律）にしても、その長老の墓はやぐらではなく巨大な五輪塔か宝篋印塔である。これは鎌倉の律宗寺院、極楽寺の忍性塔・忍公塔、多宝寺跡の覚賢塔（画像18）、覚園寺の開山塔・大燈塔などでもわかる。教義によるものでなければ何によるのかと言えば、例えば非人救済で有名な忍性は、『性公大徳譜』に建立した塔婆20基、架橋した橋189所、修築した道71所、掘った井戸33所とあるように、石工を含んで主に土木系の工人集団を率い、今の大手建設会社のような役割を果たしている。西大寺系も泉涌寺系も葬送の実務請け負っているだけでなく東大寺の大勧進や東寺の大勧進を務めている。大勧進は寺院再建のプロデューサーであり、スポンサー獲得のプロであると同時に現場に携わる土木・建築・仏像・大鐘などの鋳物に関わる職人集団、更に楽人など宗教芸能までを影響下に置いている。
非人救済と葬儀会社、土木建設会社の役割はワンセットである。葬儀、特に火葬を含む埋葬は穢れに深く関わり、土木作業も下層民の動員力に依存する。これにより律宗は鎌倉時代後期に爆発的と評されるほどの勢力を獲得する。従ってやぐらに律宗系の影響がというのは、事業家である律宗僧に率いられて上方の石工大工集団が鎌倉の地にやってきたことの影響である。もちろん律宗工人集団にしか岩窟が掘れなかったわけではないし、現に巌堂や岩殿寺は平安時代末からあったので律宗工人集団からやぐらが始まったとまではいえないが、それにより加速したことは確かだろうとされる。ちなみに忍性らはそれ以前に下層民としての土木作業員を支配していた念仏衆（今で云う浄土宗、浄土真宗、時宗）を駆逐したわけではなく、彼らも影響下においている。和賀江築港は当初は念仏衆の勧進聖往阿弥陀仏であったものが、後に極楽寺の管理となっていることからもそれは窺える。

### やぐらの全盛期
最上級の将軍や執権・連署クラスはそれぞれに、あるいは代々の供養する場所、法事を執り行う空間として寺を持つが、鎌倉時代の中期以降の執権・連署クラスでも鎌倉市街地には広大な屋敷地を確保できず、公邸を鎌倉の市街地に持ちながら広大な別業（私邸）を鎌倉を取り囲む山の外に持ちそこに持仏堂を建てる。そこまではできない上流階級にも平安時代には見られなかった「納骨信仰」が伝わり、「勝地」を「結界の地」に納骨してそこに「墓参」したいというニーズが高まる。
そこに葬送請負も業とする律宗集団が参入する。「結界の地」としての共同墓地はもともと高台の見晴らしの良いところが選定されるが、鎌倉は狭く山に囲まれているので山となる。幸い律宗職能集団は土木工事のプロであるので「墓参」のための墳墓堂を岩窟として掘れる。それを法事を執り行う場所、堂と見立てて内壁を白い漆喰で塗り（画像6）、朱垂木やぐらのように朱色で屋根の垂木を模す（画像8）。律宗集団が連れてきた職能集団には石工も含まれ立派な石塔・石像も彫れる。五輪塔や板碑、宝篋印塔の墓銘に漆を塗り、金箔や金泥で文字を彩色する（画像10）。やぐらは平地の少ない鎌倉が人口数万から十万人とも推定されるほどに都市が膨れあがる中で、上流階級の墓参供養、生前墓への逆修 のニースに答えるものとして山頂や斜面に作られた納骨を兼ねた供養堂であるとされる。発掘調査からはやぐらは1270年前後から確認されるにしてもピークは1300年前後からであり、ちょうどその頃、石塔まで含めた全ての条件が鎌倉に揃っている。

### やぐらの衰退
やぐらは南北朝時代を経て室町時代中期まで続くが、室町時代に入ると形状も簡略化され、その数も減少する。やぐらが作られなくなった時期は鎌倉が武士の都市ではなくなった時期におおよそ付合する。鎌倉公方の足利持氏と関東管領の上杉憲実の対立に端を発する1438年（永享10年）の永享の乱で持氏が自害し、その嫡男足利義久も報国寺で自害し鎌倉府は滅亡する。これが関東における戦国時代の幕開けである。その後1447年（文安4年）3月に鎌倉府は持氏の遺児足利成氏のもとで一時再興されるが、1454年（享徳3年）12月に始まる享徳の乱で、本拠地鎌倉を室町幕府の命を受けた今川範忠に占拠され、下総国古河に移って古河公方と称された。ここに至って鎌倉は最終的に「武士の都」ではなくなり、多くの寺院も衰退して鎌倉はほぼ農村と化す。つまりやぐらで供養されていた武士を始めとする上流階級のほとんどが鎌倉を去って、供養する者が居なくなった多くのやぐらは忘れさられてゆく。その後は残されたやぐらを倉庫代わりに使ったり、埋もれかかったやぐらの内部に遺体を土葬したりするようにもなった。

## 代表的なもの

### 寺院のやぐら

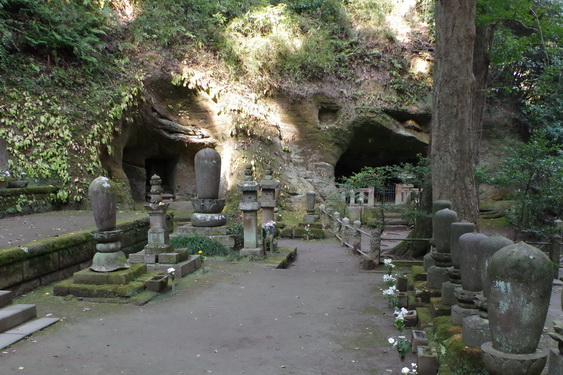
19：東慶寺のやぐら。左が開山・覚山尼のやぐら。ただし供養塔であり、実際には円覚寺に埋葬されている。右が皇女用堂尼の墓と伝える。
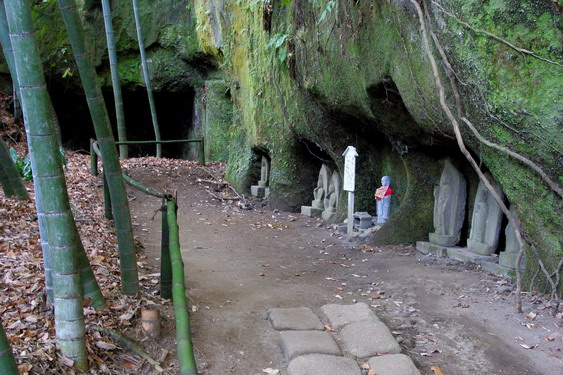
20：浄智寺のやぐら。方丈裏にある。
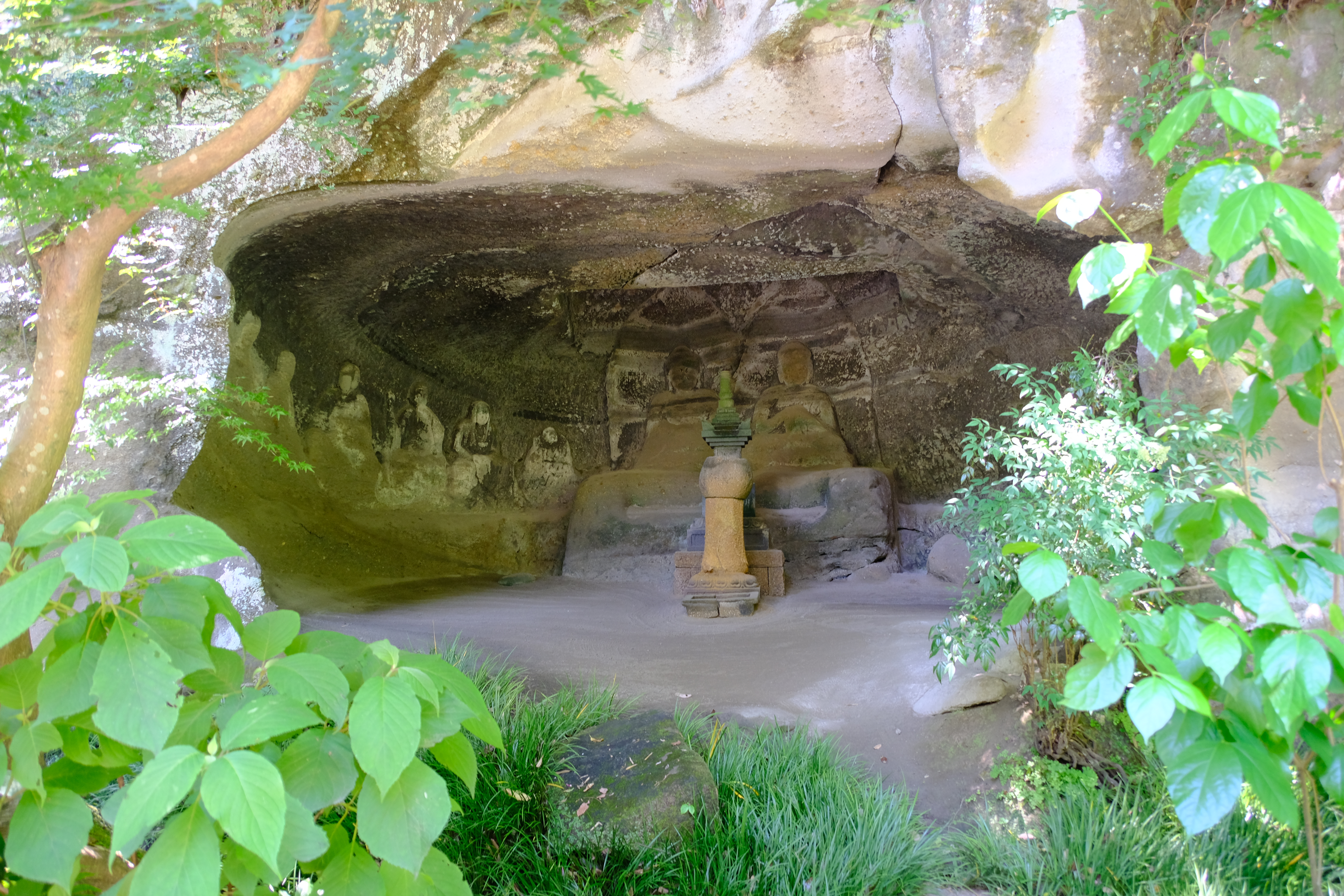
21：明月院のやぐら。明治初めの山崩れで発見された。宝篋印塔の様式から室町時代。上杉憲方の墓であるという説が有力。
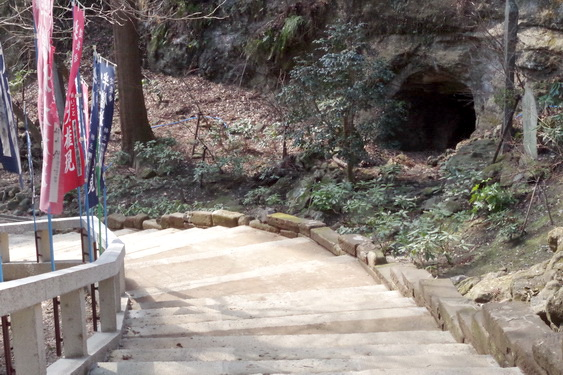
22：建長寺半僧坊下のやぐら。鎌倉時代の様式の中でも比較的長い羨道を持つ。
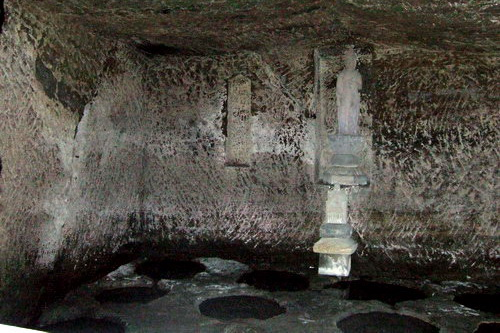
23：海蔵寺のやぐら。通称十六の井。井戸と言われる穴は納骨の穴とされる。
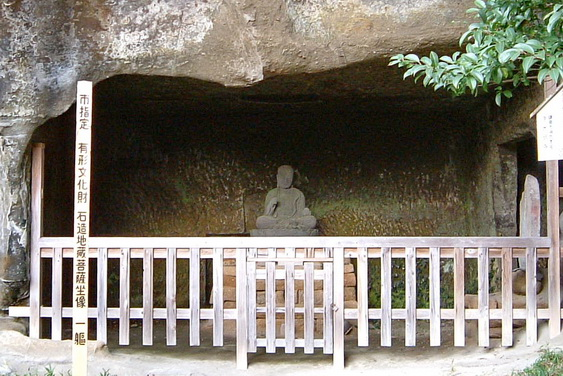
24：浄光明寺のやぐら。石造地蔵菩薩坐像（通称「網引地蔵」）が安置されており正和2年（1313年）の銘がある。
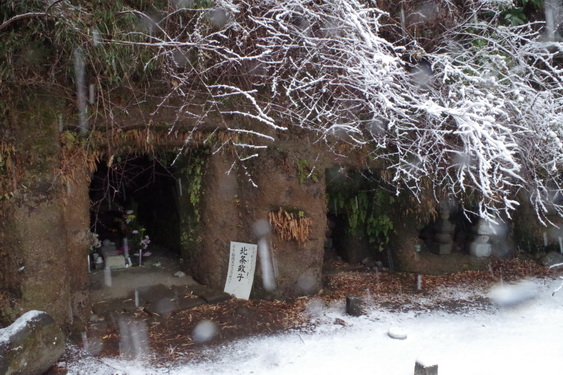
25：寿福寺のやぐら。鎌倉時代の様式を残すやぐらが多い。北条政子の墓というのは江戸後期からの伝承[199]。
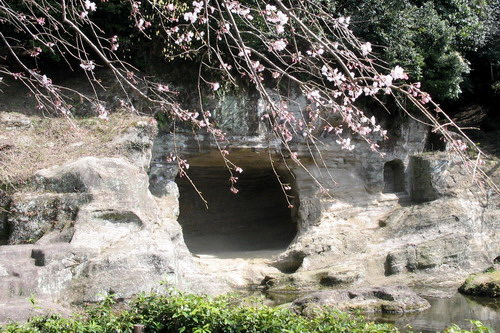
26：瑞泉寺のやぐら。本堂裏手にあり、座禅の修行にも使われた。
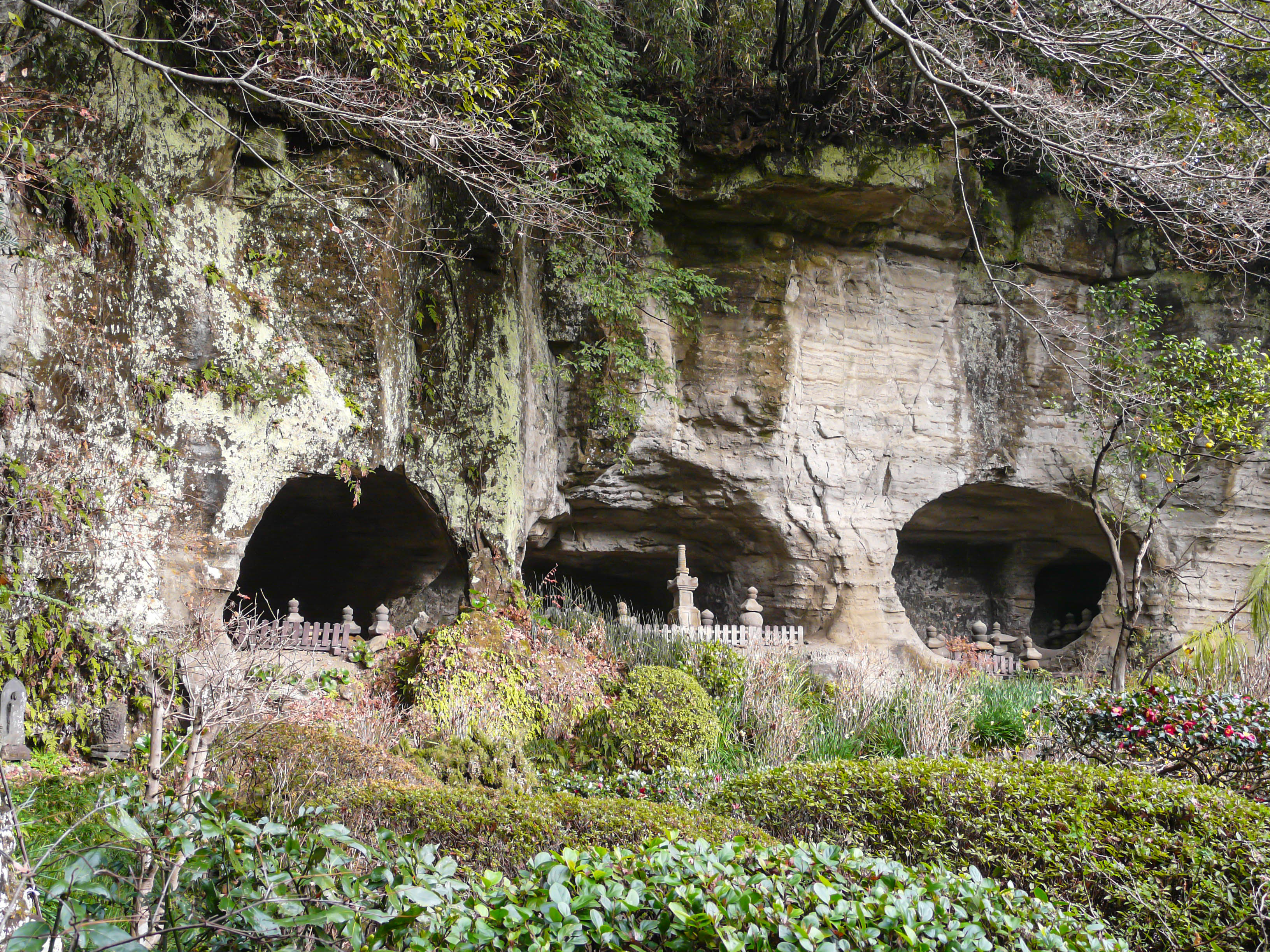
27：報国寺のやぐら。足利家時と、ここで自刃した足利義久の墓がある。

### ハイキングコース等のやぐら

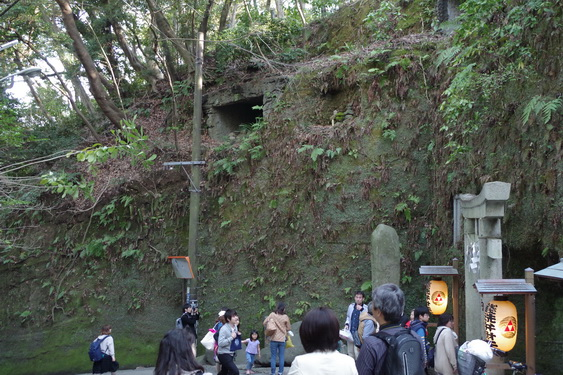
28：銭洗弁天上のやぐら。メジャーな観光スポットで上を見るだけでもやぐらは見つかる。
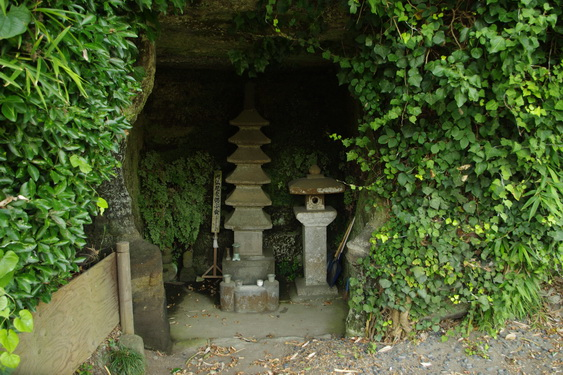
29：亀ヶ谷の冷泉為相の母阿仏尼の墓と伝えるやぐら。英勝寺前から横須賀線沿いの道を北側に進んだ道端にある。
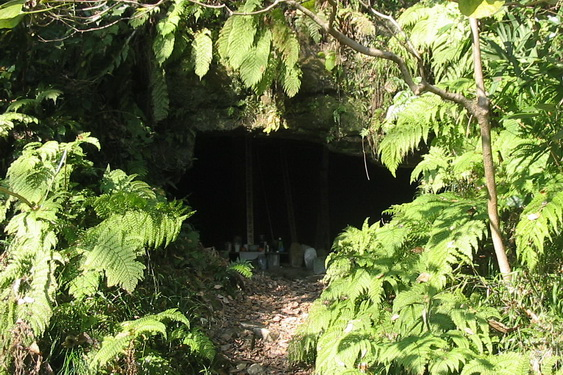
30：頼朝法華堂で自害した三浦一族の亡骸を葬ったと伝えるやぐら。源頼朝法華堂の東側すぐの場所にある。
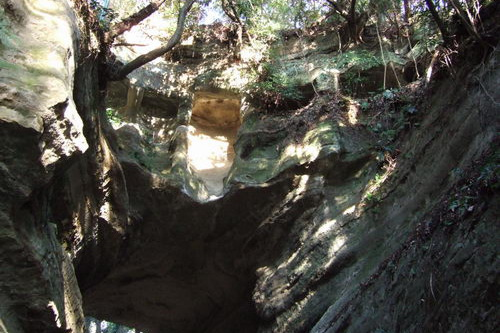
31：釈迦堂切通上のやぐら群。室町時代前期の様式である。この近辺の尾根には多数のやぐらがある。
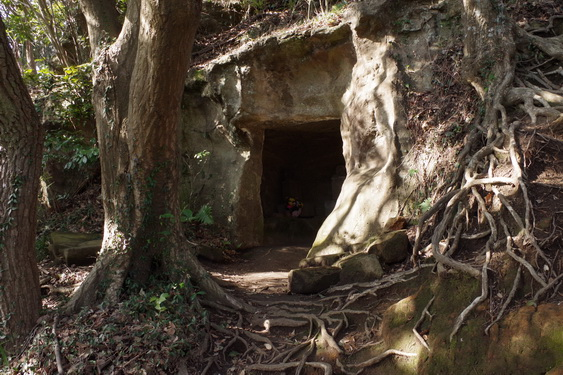
32：天園ハイキングコース尾根道の法王やぐら。『鎌倉攬勝考』、『新編相模風土記稿』にも登場する。百八やぐらの第136号穴[200]。
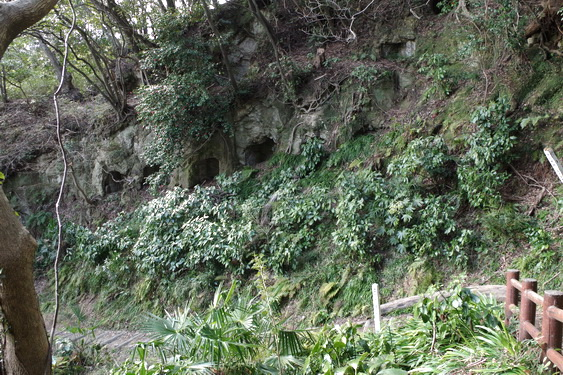
33：平子やぐら群。覚園寺手前から天園へむかうハイキングコースの西面[201]。この先に百八やぐら群がある。
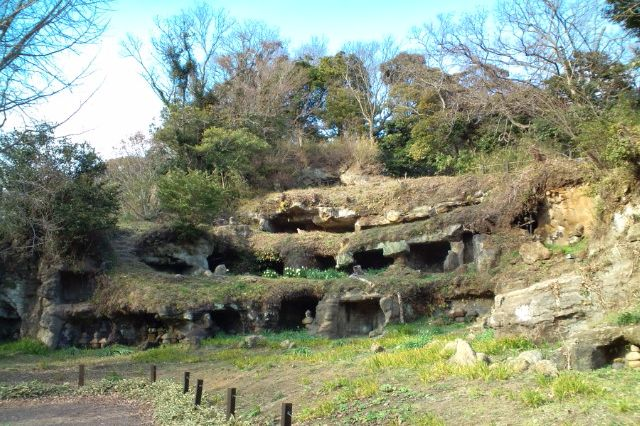
34：まんだら堂やぐら群。名越切通の脇にある。（国の史跡）[202][203]。
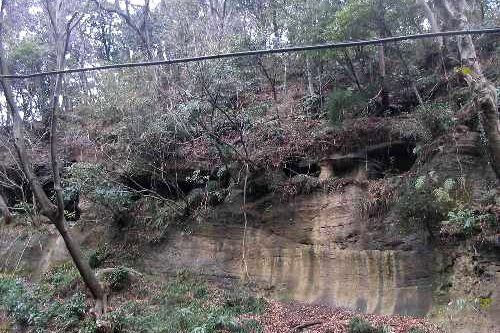
35：朝比奈切通のやぐら群。切通へ向かう大刀洗川の左側に見える。
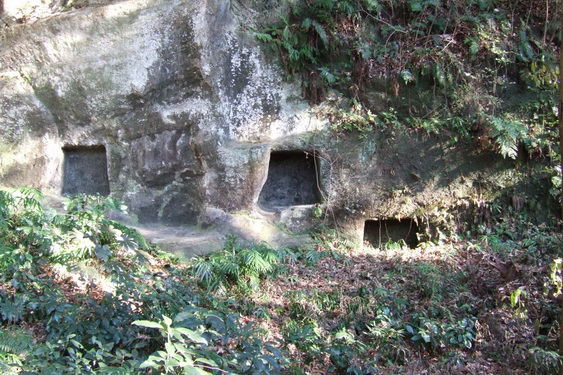
36：大仏切通のやぐら。切通の深沢側出口平場にある。推定室町時代。

### その他のやぐら
研究上重要なやぐらだがハイキングコースではなく、あるいはハイキングコースから外れた場所や、通常は立ち入れないところもある。
- 瓜ヶ谷やぐら群：瓜ヶ谷の東側、葛岡神社北側の谷で5穴からなる。左端の一番大きなやぐらには等身大の地蔵座像を安置する（画像3）。このやぐらは巾470cm、奥行700cm、高さは190cmで短い短い羨道をもつ。第二穴は巾344cm、奥行220cmで奥には高さは151cmの五輪塔が掘り出されており、上部には白い漆喰が残る（画像8）。第三穴はやはり短い短い羨道を持ち、奥と横壁に五輪塔が掘られている（画像6）[204]（鎌倉市指定史跡）。瓜ヶ谷の西側斜面にもやぐらがある（画像4）。
- 朱垂木やぐら群：（画像8,画像9）：西御門谷山中。20窟からなり、朱垂木やぐらはその中央に位置する。このやぐらの特殊なことはそれ自体は納骨窟ではないということ。納骨窟であるやぐら群の中央にあり周囲のやぐら群の供養を行う仏殿の役割とみられている。ただし納骨窟ではないとは正確には納骨穴などがないということであり、羨道左壁に雲形位牌の浮彫があることから蔵骨器などで納骨されていた可能性は残る。通常は本尊たる石仏があっても、仏殿でもあり納骨窟でもあるという方が多い。「構造と内部」の章参照[205]。
- 日月やぐら：（画像12）：釈迦堂口トンネル上尾根やぐら群（釈迦堂切通し直上：鎌倉時代。日と月を模った納骨穴を内部壁に持つ[206]。（「大町釈迦堂口遺跡」として国の史跡に指定）
- 唐糸やぐら：（画像5）：衣張山やぐら群。釈迦堂切通の尾根南面。鎌倉時代中期でやぐらの扉をつけた痕跡が顕著に見られる[207]。（「大町釈迦堂口遺跡」として国の史跡に指定）
- 釈迦堂奥やぐら群：浄明寺釈迦堂谷奥。宝戒寺普川国師入定窟と伝えられるものもある。井戸のように深く掘られたところに火葬しない多数の人骨があり、中には刀傷のある頭蓋があったことから鎌倉幕府滅亡時に東勝寺で討ち死、または自害した者を埋葬したのではないかとも噂された[208]。また宅地造成で切り崩されたやぐら跡から元弘3年（1333年）の北条氏滅亡の初七日にあたる日付を持つ五輪塔の地輪が見つかっている。
- 多宝寺跡やぐら群：扇ガ谷山中。覚賢塔という巨大な五輪塔の前面下の段にある。
- 東泉水やぐら群：東泉水谷。17穴あるがその13号穴には五輪塔や石層塔のような浮彫がある[209]。
- お塔の窪やぐら：十二所山中。相輪だけを別石として基台・塔身・屋蓋の三部を一石造とした古い様式の宝篋印塔がある[210]。
- 伝大江広元の墓：大江広元の墓とされるやぐらは内部は奈良時代のものとみられる。